# Sumari 18/98
El sumari 18/98, més conegut com el macro-sumari 18/98, és el sumari pel qual el juny de l'any 1998 el jutjat d'instrucció número 5 de l'Audiència Nacional d'Espanya va emprendre una persecució de l'«entramat d'ETA» sota la consigna de todo es ETA, amb què perseguia la desarticulació de persones i entitats que es considerava que donaven suport econòmic o difonien les directrius estratègiques de l'organització armada. La vista va durar setze mesos i va ser la més llarga celebrada fins aquell moment contra l'independentisme basc. A més, va consolidar la concepció de l'existència d'un «terrorisme sense armes o terrorisme pacífic» sense una sola referència a atemptats, ni a armes o explosius, ni a actuacions violentes de cap tipus.

## Història
L'any 1998, ETA havia declarat una treva i a les eleccions al Parlament Basc de 1998 l'esquerra abertzale havia obtingut el seu màxim històric electoral amb més de dos-cents vint mil sufragis.
El jutge Baltasar Garzón va ordenar la detenció de 76 persones, ingressades majoritàriament a presó. A la vegada, vuit empreses privades i l'Alfabetatze eta Euskalduntze Koordinakundea, l'associació per l'ensenyament de l'èuscar, van ser intervingudes judicialment, s'il·legalitzaren les entitats polítiques Koordinadora Abertzale Sozialista, Ekin i Xaki, i es clausuraren dos mitjans de comunicació, el diari Egin i l'emissora Egin Irratia. També va ser detingut el periodista Pepe Rei i va ser clausurada la revista Ardi Beltza, sota l'acusació que l'activitat de la revista era facilitar la selecció d'objectius per a ETA.
La causa, composta de 207.000 folis, no estava sistematitzada ni disposava de l'índex de proves intervingudes, de manera que sovint no es localitzaven o la mera sol·licitud d'un document podia provocar en ocasions la suspensió del mateix judici. Finalment, el 19 de desembre del 2007 l'Audiència Nacional encapçalada pels magistrats Ángela Murillo, Luis Martínez de Salinas i Nicolás Poveda ratificaren les tesis defensades pel jutge Garzón i el fiscal Enrique Molina i condemnaren a 47 persones a un total de 525 anys acusades de ser integrants o col·laboradores d'ETA.
El 6 de maig del 2009, el Tribunal Suprem va comunicar a l'Audiència Nacional l'absolució de 9 dels 47 condemnats i va rebaixar les penes d'uns altres 37. Així mateix, es va deixar sense efecte la declaració d'il·licitud i dissolució d'Orain SA, l'empresa parcialment propietària d'Egin i Egin Irratia.